# Susanne Hoffmann (artiste)
Susanne Hoffmann (née en 1966 à Langenhagen) est une artiste contemporaine allemande.

## Biographie
Après l'Abitur, Susanne Hoffmann va à la Haute École d'arts plastiques de Brunswick de 2005 à 2006 et poursuit ses études en beaux-arts, photographie et vidéo à l'université des arts dans le social d'Ottersberg auprès des professeurs Michael Dörner et Jochen Stenschke de 2007 à 2010.
Depuis début août 2013, son installation vidéo timeless est visible dans l'exposition commune WasserKunst: Zwischen Deich und Teich dans le parc historique d'Edelhof Ricklingen.
Elle vit et travaille dans l'atelier de l'Eisfabrik au sud de Hanovre.